# Топильцин Се Акатль Кецалькоатль
Се-Акатль Накшитль Топильцин Кецалькоатль (передаётся также как Торпильцин Се Акатль Кетцалькоатль; Первый Тростник Наш Царевич Пернатый Змей) — тольтекский религиозный и политический деятель; верховный жрец бога Кецалькоатля, правитель Кулуакана и Тулы (Толлана). Посмертно стал одним из известнейших фольклорных героев народов Мексики, чем была вызвана популярность культа Кецалькоатля у ацтеков и майя (под именем Кукулькана), а его биография окончательно слилась с образом почитаемого им божества. Исследователи сравнивают его фигуру с Иисусом Христом и Буддой.

## Восхождение
Год рождения Топильцина Кецалькоатля обозначается в мезоамериканском календаре как «Первый тростник». Разные хронологические схемы, соотносящие события в индейском и христианском календаре, предлагают датировать его 843, 895 или 947 годами нашей эры. Внук одного из правителей города Тула, Митла (Тлакомихуа), Кецалькоатль рос сиротой. Его мать, Шочикецаль (Чимальман) скончалась при родах, а отец Мишкоатль, решивший с последователями отделиться от центральной власти в Туле и поселиться в собственной столице Кулуакан, погиб при таинственных обстоятельствах, что позволило тульскому правителю Иуитималю воссоединить всех тольтеков под своей властью.
Большинство сведений о жизни Топильцина Кецалькоатля черпается из «Хроники Куатитлана» — анонимного источника времён испанского завоевания, записанного на транслитерированном латиницей ацтекском языке. В частности, он сообщает, что о своём происхождении и судьбе отца царевич узнал только в девятилетнем возрасте, после чего принял решение посвятить свою жизнь служению богу знаний и мудрости Кецалькоатлю. Культ Кецалькоатля, бравший своё начало в почитании теотиуаканского «Пернатого Змея», был довольно распространён во всех ареалах мезоамериканских цивилизаций, но ритуальным центром культа был город Тепостлан. Поклонение Кецалькоатлю состояло в почтительном отношении к труду и знаниям, стремлении постичь мир и запрете традиционных для Доколумбовой Америки человеческих жертвоприношений (считалось, что Кецалькоатль принимает только некровавые жертвы, а также змей и бабочек). Религиозная власть верховных жрецов этого бога совмещалась со светской властью над Тепостланом, осуществлявшейся от имени самого Кецалькоатля.
Позднейшие хроники сообщают, что Кецалькоатль обладал нетипичной для американских индейцев внешностью: помимо относительно слабого телосложения, у него была бледная, почти белая кожа, голубые глаза и длинная рыжая бородка. Возможно также, что Кецалькоатль отпустил длинную бороду и носил белую маску, чтобы скрыть своё неприятное лицо. Характерные особенности внешности Кецалькоатля дают почву для разнообразных теорий и догадок, некоторые из которых объясняют её генетическими отклонениями или даже пытаются приписать предводителю тольтеков неамериканские корни.

## Правление
Став верховным жрецом Кецалькоатля, Се-Акатль Топильцин при поддержке покорённых военизированным государством тольтеков народностей начал борьбу против толланского центра. В год «Третий тростник» (873, 925 или 977 по нашему летоисчислению), воспользовавшись помощью тольтекской оппозиции, обосновавшейся в основанном его отцом Кулуакане, Кецалькоатль устранил своих неприятелей (бывших убийцами его отца, а следовательно узурпаторами), возглавляемых Иуитималем, с триумфом вошёл в Тулу и возглавил тольтекское государственное объединение. Правление Се-Акатля Топильцина Кецалькоатля в качестве единоличного правителя тольтеков продолжалось двадцать с лишним лет (873—895, 923—947, 977—999).
Кецалькоатль предложил ослабленному постоянными военными конфликтами тольтекскому обществу программу преобразований, основанную на принципах т. н. «тольтекойотля» («тольтекского духа») — протогуманистического по своей сути этико-политического учения, предлагавшего создание единой синкретической культуры на основе соединения традиций тольтеков и покорённых ими народов (ноновальков), а также цивилизационных предшественников, в первую очередь Теотиуакана. Собственно, учение Кецалькоатля было попыткой совместить достижения милитаризированного государства тольтеков с традициями теотиуаканской теократической государственности, практиковавшей меньшую агрессивность во внешней политике. В частности, тольтекойотль призывал к уважению к труду, как физическому, так и интеллектуальному, веротерпимости, недопустимости дискриминации по этническому признаку, личному спасению через самосовершенствование, познанию мира и государственной поддержке занятых в духовной сфере (в первую очередь, жречества). Введение доктрины тольтекойотля вызвало раскол на религиозной почве — предусмотренный в ней запрет человеческих жертвоприношений категорически не принимался жреческой верхушкой, отправлявшей древние ритуалы.
Кецалькоатль провёл военную реформу, заменив старых командиров собственными выдвиженцами, чтобы обезопасить своё правление для совершения социально-политических и религиозных преобразований. Традиция рисует Кецалькоатля также как выдающегося культурного героя: в частности, с его именем связывалось изобретение пиктографической письменности и шоколадного напитка, введение календаря с циклом в 52 года, изобретение канонов музыки и танца, а также нововведения в медицине.
Чтобы ослабить недовольство отсутствием прежних кровавых жертвоприношений, новый правитель Толлана совершал публичное кровопускание собственной крови из ранок от уколов агавой на своей ноге. Сам Кецалькоатль воздействовал на соотечественников личным примером: вёл аскетический способ жизни, не гнушался физического труда, не употреблял опьянительные напитки и сохранял целомудрие.
Сравнительно мирное правление Кецалькоатля было ознаменовано экономическим подъёмом, вызванным мирным сосуществованием господствующих тольтеков и покорённых ими «ноновальков». Столица государства Тула превратилась в преуспевающий город с населением более 40 000 человек, превосходя по размерам любую западноевропейскую столицу XIV века. Согласно письменным источникам, при Кецалькоатле кукурузные початки были настолько крупными, что население позволяло себе такую роскошь, как топить ими бани. Тольтекам якобы удалось вывести разноцветный хлопок, а тыквы едва было можно охватить руками.
Символом преобразований стал новый храм в Туле, посвящённый «Утренней владычице» (планете Венере), считавшейся воплощением «Пернатого змея». По ацтекским сведениям, храм состоял из четырёх помещений, размещённых по сторонам света. Западное было оформлено бирюзовой мозаикой, восточное — золотыми пластинками, южное — морскими ракушками, северное — яшмой и красными камнями. По аналогии ещё один храм бога Кецалькоатля был украшен разноцветными перьями: синими — западный, жёлтыми — восточный отсек, белыми — южный, красными — северный.

## Падение
Прогрессивные преобразования Топильцина Кецалькоатля встретили отчаянное сопротивление консервативно настроенных жрецов традиционных культов. Легенды рассказывают, будто боги тольтеков во главе с богом ночи Тескатлипокой лично сошли на землю, чтобы защитить старые традиции. За мифологическими наслоениями прослеживается реальная картина противостояния реформаторов, группировавшихся вокруг толланского правителя, и служителей Тескатлипоки, занимавшего одно из ключевых мест в прежнем тольтекском пантеоне, — жрецов Титлаукана, Тлакауепана и Уицитлопочтли.
Титлаукан, возглавивший заговор против Кецалькоатля, спровоцировал победную войну с городом Коатепек, после чего устроил кровавую бойню на центральной площади Тулы, посвятив всех принесённых в жертву коатепекцев Тескатлипоке. Кецалькоатль и верные ему военнослужащие прибыли на место событий слишком поздно, чтобы предотвратить жертвоприношение. Взбешённый неоправданным массовым убийством Кецалькоатль публично выпорол Титлаукана хлыстом, но изгнать его из города не смог. Между тем оппозиционная жреческая партия, опираясь на тольтекских традиционалистов и иноземцев-чичимеков, продолжала плести интриги и распространять среди населения наркотические вещества.
В конце концов, заговорщикам удалось хитростями вынудить Кецалькоатля отказаться от власти и предать его остракизму. «Кодекс Чимальпопоки», а также Флорентийский кодекс, основанный на собранных Бернардино де Саагуном сведениях, сообщают почти сказочный сюжет низложения правителя Тулы: Титлаукан, приняв облик седого старца, обманом заставил дряхлеющего Кецалькоатля отведать «волшебного зелья», якобы возвращавшего молодость и здоровье. На деле снадобье Титлаукана оказалось алкогольным напитком октли (перебродившим соком агавы), смешанным с мёдом, и лишило Кецалькоатля самообладания. Так заговорщики якобы дискредитировали своего противника, не только употребившего запрещённый для служителей Кецалькоатля алкоголь, но и устроившего в беспамятстве оргию с собственной сестрой Кецальпетлатль.

## Изгнание
Так или иначе, но 52-летний Кецалькоатль навсегда покинул Тулу в сопровождении нескольких тысяч своих последователей. По одному из бытовавших преданий, он бросился в костёр и превратился в Тлауицкальпантекутли («Утреннюю звезду»), то есть Венеру. Более популярная версия утверждает, что Кецалькоатль достиг побережья «божественных вод» (современного Мексиканского залива), где построил «змеиный плот» и отправился на восток, в «центр моря». Согласно такой точке зрения, Топильцин Кецалькоатль двадцать лет прожил в Чолуле, продолжая служение богу Кецалькоатлю. Затем он собрал своих соратников, которым было опасно оставаться на подконтрольной тольтекам территории, и отправился в счастливую страну Тлаллан-Тлапаллан-Тлатлайаян, название которой переводится как «земля чёрного цвета и красного цвета», то есть «земля мудрости» (комбинация красного и чёрного цветов в мезоамериканской традиции ассоциировалась с письменностью и передачей знаний).
Предположительно, в обеих вариантах странствий Кецалькоатля в конечном пункте назначения легко угадывается полуостров Юкатан, на котором цивилизация классических майя доживала свои последние дни. Из майянских сведений нам известно о грозном вторжении тольтеков и союзного им народа ица на Юкатан в двадцатилетие «Четыре Ахав» (968—987), которое завершилось завоеванием всего полуострова к 1027. Согласно Бартоломе де Лас Касасу, все двадцать вождей тольтеков подчинялись вождю Кукулькану — «Пернатому Змею». Диего де Ланда описывает предводителя завоевателей как человека «добродушного, без жены и детей, почитавшегося после своего исхода из Мексики как бог». Сам Кукулькан из свидетельств майя, скорее всего, отличен от собственно Топильцина Кецалькоатля, и может быть идентифицирован с кем-то из его ближайших преемников, перенявших его титул.
Признавая, что Кукулькан был «великим правителем», источники, вместе с тем, отмечают общую жестокость интервентов, что резко контрастирует с описанием поведения последователей Кецалькоатля в Толлане. Вероятно, это обстоятельство объясняется трудностями изнурительного перехода через вражескую территорию, окончательно сломавшего веру в гуманные принципы тольтекойотля (переведённые Юрием Валентиновичем Кнорозовым майянские источники указывают, что странникам приходилось нюхать посохи, чтобы представлять пищу и таким образом утолять неимоверный голод).
После падения Топильцина Кетцалькоатля в Толлане к власти вернулась консервативная партия в лице Маклашочитля (947—983). Последний правитель Тулы, находясь в сложном внешнеполитическом положении, также принял имя Кецалькоатля; разрушение города чичимеками в 1116 или 1174 («Семь Кролик») стало концом и его правления. В это же время преемники Топильцина Кецалькоатля, бежавшие на Юкатан, продолжали удерживать прочную власть над городами майя.
Согласно распространённому в Мезоамерике преданию, которое было хорошо известно ацтекам, Топильцин Кецалькоатль, отправляясь в изгнание, дал обещание вернуться в один из годов «Один Тростник» и устроить суд. Испанские конкистадоры во главе с Эрнаном Кортесом, высадившись на мексиканском побережье в 1519, то есть в год «Один Тростник» по местному календарю, умело использовали легенду о «белом бородатом боге», что стало одним из факторов завоевания «Тройной конфедерации» ацтеков. Некоторые местные жители, встречавшие странных светлокожих людей на лошадях, поначалу принимали Кортеса за вернувшегося Кецалькоатля.